# پسران وینسنت مقدس
پسران وینسنت مقدس فیلمی است در مورد آزار و اذیت جنسی کشیش‌ها به کارگردانی جان ان. اسمیت که برای هیئت ملی داوران فیلم کانادا در سال ۱۹۹۲ ساخته شده‌است.